# OBCドラマティック競馬
OBCドラマティック競馬（オービーシードラマティックけいば）はラジオ大阪が日曜 10:00 - 16:30に放送している中央競馬中継のタイトルである。正式タイトル名は「日曜競馬完全中継!! OBCドラマティック競馬」（にちようけいばかんぜんちゅうけい!! オービーシードラマティックけいば）である。提供・JRA日本中央競馬会。協力・競馬エイト。関連番組の地方競馬中継OBCドラマティック競馬金曜版 そのだ金曜ナイター中継（オービーシードラマティックけいばきんようばん そのだきんようナイターちゅうけい）についても記載する。

## 概要
現在、放送されているラジオ大阪の全番組の中で最も長時間の枠を持つ。正式な番組タイトル通り、日曜日の西日本主場（京都、阪神、夏季並び京都・阪神の代替による主場開催の中京、小倉）開催の全レース（但し、一部日程除く）中継しており、13時までの関西地区では当番組のみ中継を行う。
G1がある日のオープニングは前年の当該競走のスタートと最終直線のシーンの録音から放送を開始、エンディングではそのレースをもう一度、最終直線から振り返って番組を終える。

### 歴史
当番組は1994年のスタートだが、ラジオ大阪はそれ以前の1970年代にも『OBCサンデー競馬』（オービーシーサンデーけいば）が放送されていた。

当時は毎日放送（現・MBSラジオ）が専門紙最大手の競馬ブックと提携して一時中断状態だったレギュラーの競馬放送を再開しようとしていた時期で、OBCはケイバブックと、同じ産経新聞グループ のサンケイスポーツの2社から解説者の派遣を受けた。ところが、OBCは1982年（昭和57年）4月改編で文化放送との企画ネットによる『決定!全日本歌謡選抜』を導入するため、一旦競馬中継を打ち切った。このためサンスポの解説者は新聞系列の違うラジオたんぱ第2放送『中央競馬実況中継』に転出する。
1994年（平成6年）4月改編において、『全日本歌謡選抜』の後継番組『SUPER COUNTDOWN 50』が文化放送で日曜午後から金曜夜に時間変更となる際に企画ネットを取りやめることになり、OBCは後継番組として12年ぶりに競馬中継を再開しようとしていた。しかし、中断している間に強い既得権益を得たMBSと競馬ブックが反発した。このためOBCはMBSとJRAの間の役務調達契約を取り持っていた電通関西支社に話を持ち掛けた。電通は
- MBSが土曜日の放送をラジオ関西（AM KOBE→CRK、『サタデー競馬』）に全面移管する代わりに、AMKから競馬中継の制作を受託する
- OBCは日曜日のみの放送とする
- MBSは日曜午前の競馬の放送を自局では行わない（ただし東主場が中止のときのラジオ日本向け裏送りは可）
- 上記の条件を両局が受け入れた場合、MBS・AMKとJRAの間で結ばれていた役務調達契約の対象にOBCを含める

という妥協案を提示し折り合わせた。

問題は人員の確保だったが、折しもイトマン事件の煽りを受け経営危機に陥っていたKBS京都から中堅競馬担当アナだった寺西裕一と濱野圭司の2人が退社することが決まり、2人はフリーアナウンサーとして当番組に出演。寺西は個人事務所『ユウセイプランニング』を設立し契約の受け皿になるとともに、OBCはユウセイに対して後継人材の育成や新たな人脈作りを期待した。

こうしてOBCは、毎週日曜日12:30 - 16:30の枠で競馬中継の放送を再開することになった。その後1997年（平成9年）4月改編で、直前枠で放送されていたスパカンの後番組『決定!オールジャパン・ザ・ベストヒット』を取りやめて『スポーツワイド』を11:00-12:30の枠で開始、その中で競馬中継が実施され実質延長された。そして1999年（平成11年）、『スポーツワイド』を当番組に吸収した上で10:00スタートの西日本主場全レース完全放送となった。この際に「日曜競馬完全中継」 のサブタイトルが付けられるとともに、MBS『みんなの競馬』と競合しない13:00以前の時間帯はJRAがスポンサーに入る。

2012年10月から一時期、祝日の月曜開催時は西日本主場のメインレースをワイド番組内で中継。2018年（平成30年）から2020年（令和2年）11月29日までは、OBCアナウンサーの藤川貴央がプロデューサーを務めていた。藤川は立命館大学への在学中に中央放送研究会（CHK）京都アナウンススクールで濱野の指導を受けていたが、本人曰く「あくまでも番組の制作プロセスを学ぶための兼任」とのことで、アナウンサーとして中継へ出演する機会はなかった。なお、担当期間中の2019年（平成31年）3月までは定時ニュース（『産経新聞ニュース』）・天気予報・交通情報を中継に挿入していたが、翌4月以降は（藤川の兼任解除後を含めて）放送していない。

## ネットワーク
東日本主場（一部レースを除く）と第三場開催については放送席からモニターを通して実況（JRA公式映像に合わせて実況）を行う。このためMBSラジオと違い、京都・阪神・中京・小倉以外の競馬場にアナウンサーを派遣して中継を自社制作したことは番組スタート以来ない。

東日本主場のレースは、メインレースは原則文化放送（QR、『おとなりさんday』内中央競馬メインレース中継）からネットを受ける。メイン以外の特別と最終競走 について、画面実況が行われる。ただし文化放送が都合により関東主場にアナウンサーを派遣出来ない、または東日本主場のメインレースが重賞でないときは、メイン競走もOBC側で画面実況とすることや、過去にはラジオ日本（RF、『日曜競馬実況中継』）からネットしたこともある。なお1994年の立ち上げから数年間は、文化放送側の体制が不十分だったため、ニッポン放送（LF）から裏送りを受けていた。
第三場開催については、9レースから12レースまでの4つのレースについて、画面実況を行う。

西日本主場のメインレースは、GII以下であればラジオ日本にネットされる。これはKBS京都が2010年12月限りで日曜日の競馬中継を取りやめたことによるもので、2011年1月からスタートした。ただし東日本大震災直後には東日本主場の開催が中止になり、ラジオ日本が西日本主場の全レースを自社制作で放送したため、GII以下でも文化放送にネットされた。
東日本主場のレースが全レース、または開催途中で中止になった時は、ラジオ日本は以後のレース実況を原則としてMBSラジオからネットするが、この場合でも西日本主場メインレースは必ずOBCから送る。なお2014年4月改編以前はニッポン放送（LF）『日曜競馬ニッポン』の放送時間中に行われる関西主場のレースもOBCから送っていた。この名残で日本ダービー当日の京都競馬 第10レースは2022年現在でもOBCから送る。またその後の第11レースは2021年までOBCから送っていた。

京都・阪神開催のGIレースは、文化放送へネットし、ラジオ日本は東京からスタッフを乗り込ませて自社制作する。ただしラジオ日本が自社制作をしない場合 は、MBSラジオが二重制作 するか、LF・RF両局へネットする。
中京開催のGIレース（高松宮記念、チャンピオンズカップ）は東海ラジオ（SF）からのネット、但し東海ラジオが自社制作をしない場合は文化放送からネットを受けるか、画面実況で対応する。逆に関西主場の重賞競走は、東海ラジオでも放送される場合があった。

## イレギュラー放送
裏番組のMBSラジオ『GOGO競馬サンデー!』と違い突発のプロ野球中継による放送時間の短縮や変更などは起こらないが、西日本主場のレースが中止になったり、変則開催などでスタジオからモニター実況をする場合がある。なお中央競馬の開催がない12月29日から1月3日までの間に日曜日が入る場合は、特別番組に変更する。

### 恒例イベントの対応
- 毎年1月最終日曜日に開催される大阪国際女子マラソンは2014年までOBCが主催者に入っていたため、当番組はマラソン中継を挟む形で10:00〜11:55と15:00〜16:30の2部構成の放送となっていた。なお中断された時間に行なわれたレースは結果のみで纏めて第2部の冒頭に伝えられた。2015年（平成27年）大会よりOBCはマラソンを主催から後援に切り替えたこともありマラソン中継が無くなり、当日も通常通り放送する。

- 毎年12月24日から25日にかけて放送される『ラジオ・チャリティ・ミュージックソン』（ニッポン放送発企画ネット）は、24日が土曜日の場合、24日10:00 - 25日10:00に、24日が日曜日の場合は24日17:00 - 25日17:00の24時間とし、本番組は通常通り放送するが、2011年度のみ12月24日（土曜日）を例年と同じ12:00から放送し、翌25日の当番組は『ミュージックソン』終了直後の12:00から放送した。

### 発走時間変更時の対応
- 2013年秋季競馬番組より、1日全体の最終競走は春季・秋季については16:25に設定された。レースは基本的には生中継をするが、ゲートイン等が遅れた場合は放送できない場合がある。なお、16:25発走の最終レースは進行状況関わらず、結果・払戻金発表が基本的に放送内でできないので「主催者発表のものでご確認ください」とアナウンスしている。発走予定時刻が16:30以降のレースは最初から中継せず、総合司会の西村がその旨断りを入れている。
- 関西主場における第1競走の発走予定時刻が10:00以前に行われる場合（大抵の開催日の場合は9:50もしくは9:55が多い）、10:00の番組冒頭に実況録音を流し、結果・払戻金を伝える対応を取る。（有馬記念開催日などで、直後に第2競走の発走時間が迫っている場合、第1競走は結果・払戻金のみ放送し、実況録音が放送されない場合がある。）

### 競馬開催中止時の対応
- 2011年3月20日から4月17日の間は、東日本大震災の影響による東日本主場の開催中止に伴いラジオ日本が西日本主場全レースの自社制作を行ったため、日曜日のメインレースを文化放送へネットした。特に3月20日の放送はOBCでも音楽を全く流さず、厳粛に放送した。
- 2012年9月30日は台風の接近に伴い阪神競馬場のレースが行われなかったため、中山競馬場メインのGIスプリンターズステークスのみ文化放送からネット受け、メイン以外の全レースは画面実況で放送した。
- 2018年9月30日は台風の接近に伴い阪神競馬場のレースが行われなかったため、阪神競馬場内のOBC機材室に特設スタジオを置き、実況アナウンサー3名は中山競馬場のメインだったスプリンターズステークスを除く全レースを画面実況した。各トラックマンは自宅や外出先から電話で出演。

### その他のイレギュラー
- 2015年8月23日は新潟競馬場のメインレース関屋記念を文化放送ではなくラジオ日本からネット受けした。
- 2017年2月19日は三宅がインフルエンザ罹患により放送を休んだため、東京競馬9・10レースをラジオ日本からネット受けした。
- 2019年2月から3月にかけて濱野がケガの治療のため休み、実況アナウンサーが2人だけとなった際は東日本主場の9・10レースをラジオ日本からネット受けした（後述）。
- 2020年4月26日から5月17日、2021年1月10日から2月28日、4月18日から6月20日の放送日は、新型コロナウイルス感染対策として西村・田辺・松下はOBC本社スタジオから進行、濱野と三宅は西日本主場の競馬場[16] から実況を行う[17]。
- 2022年1月9日と1月16日の放送日はアシスタントが、1月23日の放送日はアシスタントと松下（画面実況のみ担当）はOBC本社スタジオからの出演。
- 2021年7月4日から10月3日までと2022年1月30日から3月20日までの放送日は西村・田辺・アシスタントはOBC本社スタジオからの出演、実況担当のみ小倉・中京・阪神競馬場に派遣。
- 同年8月21日は西村が放送を休んだため、濱野・松下・三宅が分担して司会を担当した。『馬券学講座』の進行は三宅が担当した。
- 2023年1月15日は三宅が放送を休んだため『三宅きみひとの君にひとめぼれ』は『松下翔の君にひとめぼれ』として松下が担当した。
- 2020年7月26日から3週間、2021年7月25日から3週間は東京オリンピック開催期間中（当初は2020年開催予定だったが、1年後の同時期に延期）、2022年7月31日と8月7日、2023年7月30日と8月6日は変則開催で西日本主場開催が最初から予定されていなかったため、出演者全員がOBC本社スタジオに集まり、新潟競馬場のメインを含めた放送時間内の全レースを画面実況で放送した[18][19]。
- 2024年7月28日と8月4日は、新潟競馬場が暑熱対策の一環として競走時間帯の拡大を実施することに伴い、12時台から14時台はレースを行わず、札幌競馬の全レースと新潟競馬の第6レース（15:10発走）から第8レース（16:20発走）を放送した。
- 2025年7月27日から8月17日の期間は、最初から西日本主場での競馬開催が設定されているため、中京競馬場が開催されるが、暑熱対策の一環として競走時間帯の拡大を実施することに伴い、12時台から14時台はレースを行わず、札幌競馬の第5レースから第12レースを放送する予定。期間中の中京競馬は、第2レースから第8レースまで（第1レースと第9レース以降は放送時間外）を放送した。なお、第1レースの結果については、西村がアナウンスする形で伝えた。

## 出演者
基本的にレース結果と払戻金情報については、西日本主場は各レース担当の実況アナウンサーが担当し、他場はモニター実況実施時を含めアシスタントが担当する。

### 総合司会
- 西村寿一 - フリー（山陽企画所属）。

### 実況
- 鈴木セイヤ - フリー（ダート・プロダクション所属）、2024年1月7日着任。後述の「そのだ金曜ナイター」を含め兵庫県競馬組合（園田競馬場・姫路競馬場）場内公式実況兼任。
- 濱野圭司 - KBS京都→フリー、1994年の立ち上げと同時に着任。西村が休憩中の時間帯は全体進行も担当。2019年2月10日から同年3月3日まで放置していた骨折を治療するため休んでいた[20]。
- 三宅きみひと - フリー（ユウセイプランニング所属→きときとヴォイス代表[21]→ダート・プロダクション社長）、2012年1月8日着任。兵庫県競馬組合場内公式実況兼任。

### アシスタント
週替わりで担当。
- 武田英子
- 井川茉代

### 解説
- 田辺大介（構成作家、穴馬スナイパー）
- サンケイスポーツ大阪本社レース部・競馬エイト関西所属トラックマン
  - 門口博光 - 元エイト関西本紙予想担当。
  - 明木正行 - エイト関西本紙予想担当（4～6R担当）
  - 喜多村克利 - エイト関西本紙予想担当（7～9R担当）、『KEIBA BEAT』（テレビ西日本制作版、小倉開催時）正面解説兼務。
  - 高橋賢司 - エイト関西本紙予想担当（10～12R担当）、『KEIBA BEAT』（関西テレビ制作版、京都・阪神開催時）正面解説兼務。
  - 津田照之 - 北海道文化放送『KEIBAプレミア』（札幌・函館開催時）正面解説、グリーンチャンネル解説兼務。
  - 増井辰之輔 -ニッポン放送の中継（2021年3月まで『日曜競馬ニッポン』、以後『土田晃之 日曜のへそ』内包）関西GIパドック解説兼務。このため関西GIレース当日は出演しない。
  - 藤岡敬司 - 元エイト関西本紙本紙予想担当。
  - 西尾学
  - 仲和弘
  - 籔本俊介
  - 竹下幸一
  - 柳崇士
  - 坂本和也  - 『KEIBA BEAT』（関西テレビ制作版、京都・阪神開催時）正面解説兼務。
  - 林美希  - エイト関西本紙予想担当（1～3R担当）。当番組ではエイト紙面同様「ミッキ」の呼称で呼ばれる。

原則1レースおきに交代。関西テレビが制作するテレビの中継（『DREAM競馬』→『競馬beat』→『競馬BEAT』→『KEIBA BEAT』）と掛け持ちしている者も多く、地上波競馬中継などの該当番組を掛け持ちしている解説者（高橋・坂本・喜多村・津田など）は主に当該番組で中継する開催地が非開催時期にドラマティック競馬に出演する。

### 過去の出演者

#### 実況アナウンサー
実況アナウンサーは全員フリーで、ラジオ大阪の局アナは担当したことがない。
- 青沼稔 - 2006年着任。2007年の阪神ジュベナイルフィリーズでGI初実況。2019年12月22日放送限りで退任。その後2024年7月から競馬エイト関西のトラックマンに転職した[23]。
- 井上裕義 - 2006年7月退任。
- 寺西裕一 - フリー（ユウセイプランニング社長）、1994年4月の立ち上げと同時に着任。KBS京都時代の先輩だった久保房郎の定年退職と岩崎心平の東日本放送移籍が重なり『競馬中継.EXE』へ復帰するため、2005年3月限りで退任。
- 藤田良宏 - 2005年10月着任。SBIビジネスサポート『わたし・みらい・創造センター』専任講師に就任のため、2011年12月25日放送限りで退任。
- 山口新之輔 - フリー（メディアターナー所属）、西日本主場開催が中京競馬場で行われる7月のみ出演。BOAT RACE浜名湖場内実況に専念のため退任。
- 松下翔 - フリー（ユウセイプランニング所属）、2020年1月着任。同年10月12日の京都2Rで初めて現地実況するまでは画面実況のみ担当。2023年の阪神ジュベナイルフィリーズでGI初実況したが、2023年12月24日放送限りで退任。

#### 進行担当
- 田渕岩夫 - 『OBCサンデー競馬』時代の司会。

#### パドック進行
- 入江玲子
- 加藤萌奈 - 2015年3月22日放送限りで退任。
- 熊谷奈美
- 前川美奈 - 2014年3月23日放送限りで退任。

#### 解説・その他
- 鈴木由希子 - 元競馬エイト関西時計班。『KEIBA BEAT』と掛け持ち。2017年3月31日限りで産経新聞社を退職のため、当番組からも退任。
- 播磨政勝 - 元競馬エイト関西本紙予想担当。2009年までは冬季開催の『DREAM競馬KOKURA』（テレビ西日本制作）に出演。
- 藤川貴央 - OBCアナウンサー。2013年福島テレビから移籍。2018年から2020年11月29日まで当番組プロデューサーを務めていた[24]。
- もりちえみ - 2005年10月から2007年9月まで。退任後にBSフジ『BSフジ競馬中継』を歴任。
- 領家華子 - 元JRA騎手・調教師領家政蔵の次女。

## 主なコーナー

### 朝のフルコース
別名「ワイドクイズ」。番組中に競馬に関連するクイズを3問（午前中1問、午後2問=うち1問はメインレース終了後）出題し、そのクイズの2問以上正解者に馬券プレゼントの権利が与えられる。プレゼントする馬券は解説者各人がそれぞれにつき5000円の軍資金を持ち、それぞれに勝負レースを決定する。その的中金額の合計をメインレースの優勝した枠番号に応じてプレゼント人数を決めていく仕組みとなっている。その他競馬関連グッズの贈呈もある。
- 1・2枠優勝　2人
- 3・4枠優勝　3人
- 5・6枠優勝　4人
- 7・8枠優勝　5人

### 出演者の予想コーナー
◎印は『朝のフルコース』買い目発表対象コーナー。
- 穴馬狙い撃ち ◎

田辺が担当。主に10時台に実施。
コーナー開始時に西村が「いきなりこのコーナー！」の後にタイトルコールを行う。
- 三宅きみひとの君にひとめぼれ ◎

三宅が担当。主に録音実況含めた1レース目担当実況後の10時台前半、もしくは12時台に実施。
三宅が当日行われる全レースから一つ選び、注目馬を予想し買い目を発表する。
- 英子のA評価

武田が担当。
- ラジオ馬券学講座

西村・濱野・田辺が担当。
以下は競馬エイトトラックマンが担当、原則として固定されているが本人の都合で出演できない場合は他のトラックマンが担当。
- WIN5のキモ ◎

担当トラックマンは毎回不定である。
当日行われるWIN5対象レースのうち、最も肝になるであろうレースを一つ選び買い目を予想する。
- クラシックへの道 ◎

担当トラックマンは毎回不定。基本的に11時台前半に行われるが、当該時間に西村が休憩を取る為、進行役を濱野が務めることが多い。
当日行われるレースのうち、新馬戦や2歳・3歳の特別・重賞レースなどクラシックに直結するであろうレースを選び買い目を予想する。
- 究極の1点勝負 ◎

主に門口が担当するが、門口不在時は喜多村が代理を務めることが多い。
当日行われる全レースから一つ選び、1点予想で買い目を発表する。

#### 終了したコーナー
- サンスポ特選情報

サンケイスポーツ競馬記者が担当。2025年1月で終了。

## 関連番組
2014年5月16日から園田競馬場ナイター開催期間中の毎週金曜 19:00 - 20:26に、「OBCドラマティック競馬金曜版 そのだ金曜ナイター中継」 を開始した。
日曜と異なり場内の公式実況音声を使う（放送時間内の実況は殆どが三宅、竹之上次男（2021年度まで）、木村寿伸（2022年度以後 元京都放送）の担当）。放送は2019年度から園田競馬場2階SKNプレイスから公開（20:35まで、最終レース発走が遅れる場合は延長あり） で行われている。
2016年度から放送時間が延長して19:00 - 20:45 になり最終レースも聞けるようになった。
楽天競馬公式YouTubeチャンネルにて公開生放送の模様がライブ配信されており、こちらでは映像付きで視聴できる。2021年度からはライブ配信を16:00からに拡大し、ラジオ大阪での中継開始までの3時間にSKNフラッシュ8（2本）と西村（1本）がメインのコーナーを計3本配信している。
2020年度は新型コロナウイルス感染症予防の観点からその金ナイター終盤まで無観客で競馬が行われており、観覧希望者が競馬場に入れないため公開生放送の観覧はできなかった。その後、9月30日から制限付きながら競馬場への入場が可能となったが、10月16日まで観覧はできなかった。2021年度も無観客でナイターシーズンに入り、6月4日からの競馬場への部分的な入場再開後もSKNプレイスへの入場は引き続き制限されていたが7月2日から現地で先着20人のみ観覧が可能だった、しかし兵庫県におけるまん延防止等重点措置に伴い8月6日から再び入場不可となり10月1日に措置解除後も最終日まで入場はできなかった。なお、園田競馬場への施設使用制限要請により閉場時間が定められている間は閉場時刻20分前に観覧終了となっていた。2022年シーズンは4月29日から開始となったがSKNプレイスの非公開は継続のため観覧不可となっていたが、7月1日から最終日の10月14日まで現地で先着20名のみの観覧募集を行った。
2023年6月2日開催予定分は、台風2号の影響による集中豪雨で、ダートコースの状態が悪化し、安全・公正な競馬開催に支障をきたす恐れがあるという理由から開催自体が中止（延期、および同時開催他場の場間場外発売もなし）となったためYouTubeでのスピンオフ配信を含めた現地競馬場での放送も取りやめとなったが、番組自体は弁天町の本社スタジオで非公開での生放送（アシスタント・SKNフラッシュ8から春名凛和、豊田さやか、ゲスト解説・高橋賢司（競馬エイト）、さらに当日急遽三宅きみひとも参加）の形で通常通り行われた。
2024年7月からオープニング曲が変更の上、曲が始まってから西村がタイトルコールする方式に変更された。

### 出演者
2020年シーズン以降はソーシャルディスタンスと楽天競馬ライブ配信のカメラ配置の関係で4席しか設置できないため、SKNフラッシュ8はゲスト2人の場合座席が確保できないため出演しない。また、同年シーズン最終週以外は交代無しであった。
- 西村寿一（総合司会）- 2022年8月19日は休演のため三宅が代理。
- スポーツ紙・ケイバブック兵庫競馬版(2020年までは競馬キンキ[35])記者（予想解説、場内のパドック解説と別立て）
- 週替わり馬券予想ゲスト（幅広い業界から、中央競馬に関係する人物が来る場合もある[36]）
- SKNフラッシュ8のメンバー1〜2人（2020年シーズン以降は無しか1人）